# Michael Voepel
Michael Voepel es un periodista deportivo estadounidense. Ha informado sobre deportes femeninos para ESPN desde 1996 y ha sido descrito por esta empresa como "la principal autoridad en baloncesto femenino".

## Biografía
Voepel nació en Los Ángeles, California, y creció en Moscow Mills, Missouri.  Estudió periodismo en la Universidad de Missouri, donde informó sobre su primer partido de baloncesto femenino y donde se graduó en 1987. Su primer trabajo fue en Jackson, Tennessee, y luego trabajó para medios de comunicación en Columbia, Newport News y Kansas City, incluido el Columbia Daily Tribune y The Kansas City Star.  En 1996, se unió a ESPN.com para cubrir el baloncesto femenino, tanto universitario como profesional, y desde entonces ha asistido a múltiples semifinales nacionales universitarias de la Final Four femenina. También ha cubierto otros deportes universitarios y asistió a los Juegos Olímpicos de Verano, a los Juegos Olímpicos de Invierno, a la Copa Mundial Femenina de la FIFA y a varios torneos de golf profesionales. En 2003, recibió el premio Mel Greenberg Media Award, otorgado por la Asociación de Entrenadores de Baloncesto Femenino, por sus escritos para The Kansas City Star y ESPN. Desde 2008, informa exclusivamente para ESPN.com.
En 2014 fue homenajeado por el Salón de la Fama del Deporte de Missouri. A principios de 2022, recibió el premio Curt Gowdy Media Award para medios impresos del Salón de la Fama del Baloncesto Naismith Memorial por sus contribuciones a los medios de baloncesto. Mechelle (su nombre de nacimiento), declaró ser transgénero en Twitter y explicó que había comenzado una transición de género y que comenzaría a usar la firma MA Voepel y pronombres personales masculinos. Voepel escribió que ganar el premio Curt Gowdy Media Award a principios de ese año lo motivó a hacer el anuncio, porque quería aceptar el premio como su "auténtico yo".